# Euxoa fieldii
Euxoa fieldii là một loài bướm đêm trong họ Noctuidae.